# Заднестрье
Заднестрье (укр. Задністря) — село в Ралевской сельской общине Самборского района Львовской области Украины.
Население по переписи 2001 года составляло 301 человек. Занимает площадь 3,8 км². Почтовый индекс — 81473. Телефонный код — 3236.